# 白板 (松本市)
白板（しらいた）は長野県松本市の地名。松本市街地の西側の地区にあたる。現行行政地名は白板1丁目及び白板2丁目。住居表示実施済み。郵便番号390-0863。

## 地理
北松本駅やエプソンの事業所がある。西側に田川が、南側に女鳥羽川が通っている。また中央に内環状北線が、西端に国道19号が通っている。内環状北線は計画･建設中の内環状線の一部で、2000年（平成12年）に北松本駅の立体交差化と同時に整備された。整備される以前は渋滞が起こり狭く通りにくい道だったが、整備されて以降は4車線となり市内の渋滞緩和に一役買っている。通りの裏には住宅が多い。近年はマンションが建ち始めている。俗地名として巾北、宮本、折井町などがある。

## 歴史
江戸時代には白板村を形成し、現在の大手や渚の一部も含まれていた。1832年（天保3年）から松本と犀川下流の長野市信州新町を船で結ぶ犀川通船が運航を開始し、白板村に松本側の発着所が設けられた。これは、庄屋の折井家がこの村にあったからである。

### 沿革
- 1967年（昭和42年）7月1日 - 住居表示が実施される[5]。

## 世帯数と人口
2018年（平成30年）10月1日現在の世帯数と人口は以下の通りである。
| 丁目      | 世帯数  | 人口  |
| --------- | ------- | ----- |
| 白板1丁目 | 333世帯 | 621人 |
| 白板2丁目 | 110世帯 | 224人 |
| 計        | 443世帯 | 845人 |

## 交通

### 鉄道
- 東日本旅客鉄道
  - ■大糸線 : 北松本駅

### 道路
- 国道19号
- 長野県道320号倭北松本停車場線

## 主な施設
- 松本年金事務所
- 松本市白板保育園
- セイコーエプソン松本事業所
  - エプソンミズベ松本工場